# Bassoues
Bassoues is een gemeente in het Franse departement Gers (regio Occitanie) en telt 376 inwoners (1999). De plaats maakt deel uit van het arrondissement Mirande.

## Geografie
De oppervlakte van Bassoues bedraagt 32,4 km², de bevolkingsdichtheid is 11,6 inwoners per km².

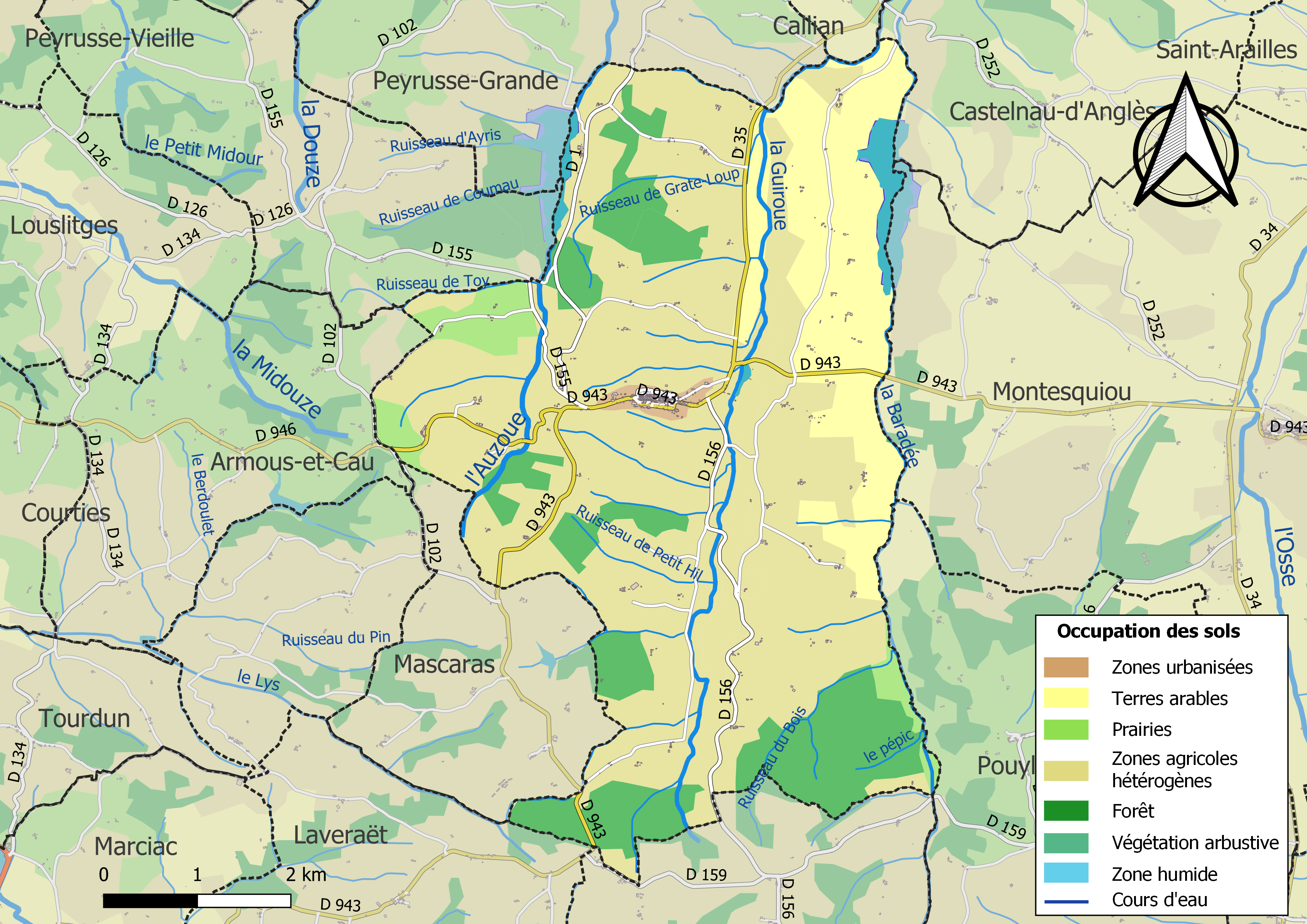
Kaart van de gemeente met belangrijkste infrastructuur, bodemgebruik en omliggende gemeenten

## Demografie
Onderstaande figuur toont het verloop van het inwonertal (bron: INSEE-tellingen).

## Afbeeldingen

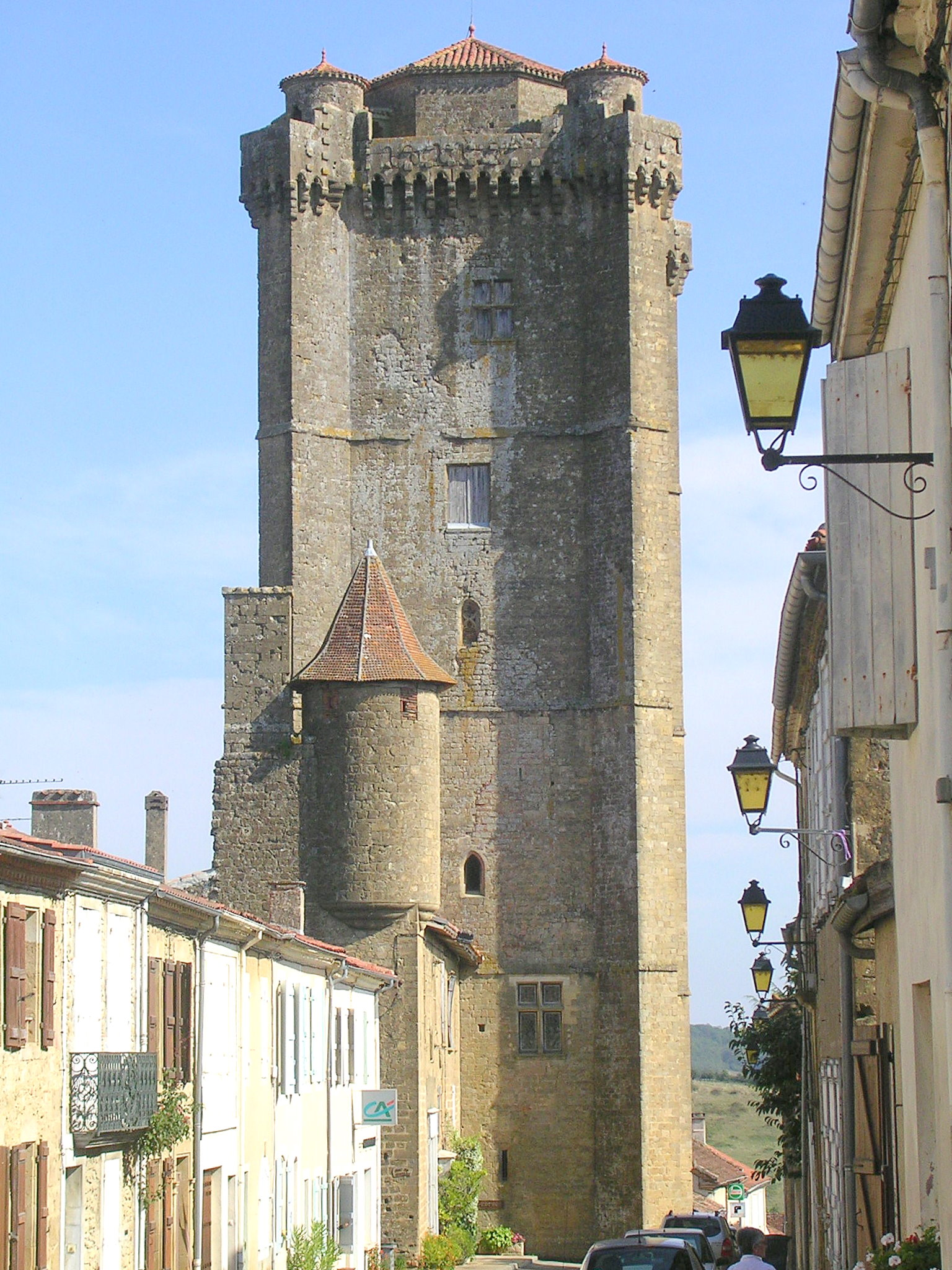
Château de Bassoues
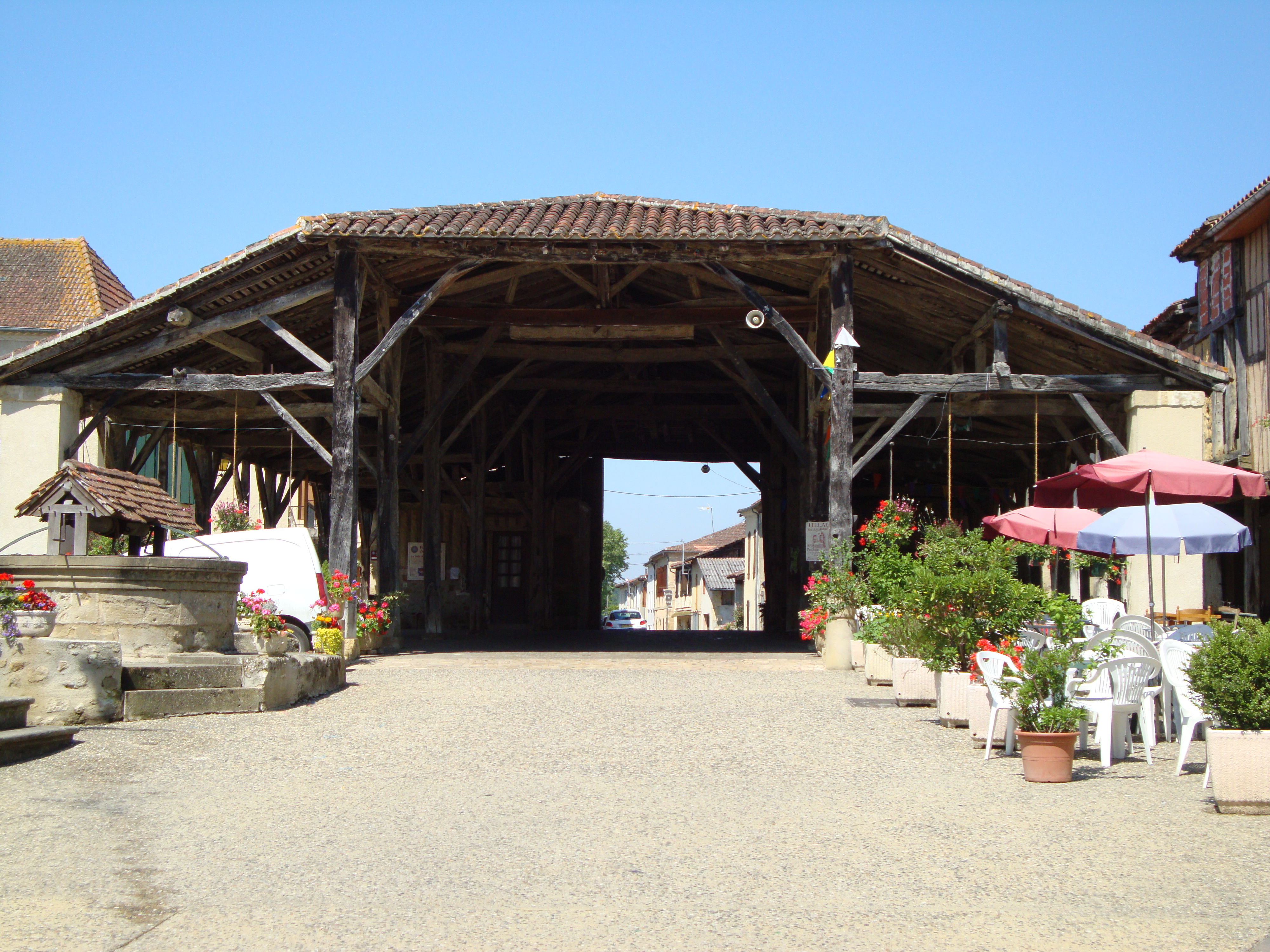
Markthal
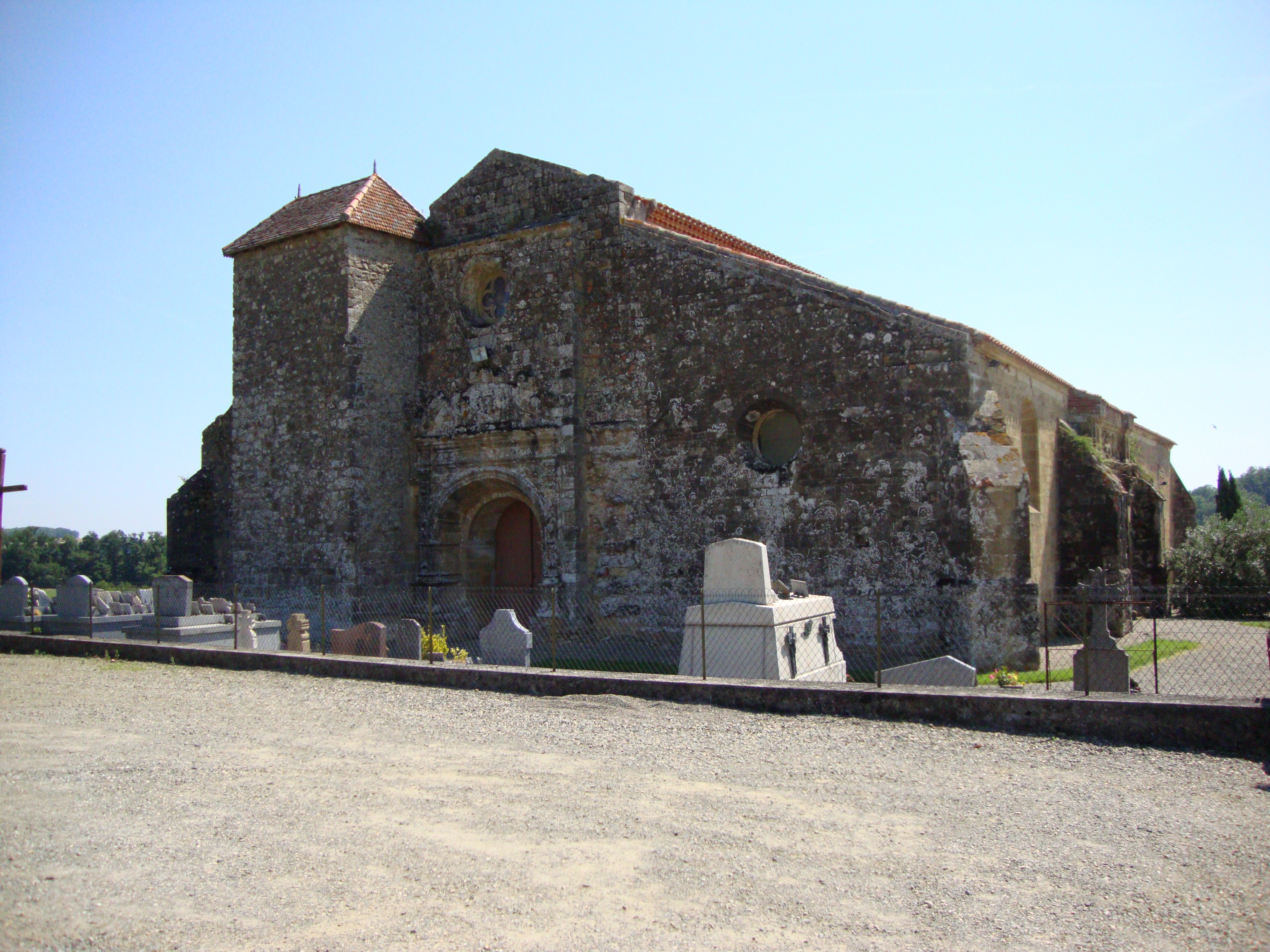
Basilique Saint-Fris